# Витезович, Павао Риттер
Павао Риттер Витезович (хорв. Pavao Ritter Vitezović; 7 января 1652 — 20 января 1713) — хорватский писатель, историк, лингвист.

## Биография
Происходил из семьи военных. Его предки были немецкими рыцарями (отсюда фамилия Риттер) из Эльзаса. По приглашению австрийских герцогов перебрались в Хорватию, где служили в приграничье, защищая край от нападения османов. «Витезович» — хорватский перевод немецкого слова «Риттер».
Родился Павао в 1652 году в городке Сень (Адриатическое побережье). Здесь закончил начале школу. Помимо немецкого знал ещё и хорватский язык (епископ города получил право на преподавание хорватского языка в местной школе от Папы Римского). С 1665 года Риттер учился в иезуитской школе в Загребе, однако не завершил обучения. В 1670 году отправился в Рим. В 1676 году перебрался в Крайну в замок Богеншперк, где увлекся историей и географией родины. В 1679 году вернулся в родной город.
В 1681 году стал членом городского совета города Сень. В том же году представлял город на заседании Сабора в городе Шопрон. С началом войны против Османской империи в 1683 году Риттер оказался в Меджимурске. В 1684 году отправился в Линц, где получил воинское звание капитана в армии хорватского бана. Впоследствии принял участие в захвате крепости Сигетвар и Лендава.
На протяжении 1685—1687 гг. был представителем хорватского Сабора в Вене. В 1687 году делегат родного города на заседании парламента Венгрии в городе Пресбург (ныне Братислава, Словакия). В том же году был посвящен в рыцари, получив золотые шпоры.
В 1690 году перебрался в Загреб. Тут решил возобновить работу городской типографии. В 1691 году получил должность вице-префекта округа Лика-Крбава. В 1694 году официально был назначен руководителем типографии в Загребе. В том же году был отправлен Сабором в Вену с протестом против увеличения налогов. В 1698 году он снова делегат Сабора к императорскому правительству относительно налогов на соль.
В 1699 году был назначен хорватским Сабором, как его представитель, в Имперскую комиссию по делимитации с Венецией и Османской империей. Однако, несмотря на усилия, Павао Риттер не сумел добиться расширения границ Хорватии.
В 1695 году открыл новую типографию. Здесь выходили книги на латыни и хорватском языке. Типография работала до 1706 года, когда она погибла при пожаре. В 1710 году перебрался в Вену, где получил титул барона. Продолжил заниматься изучением географии Сербии и Боснии. В 1712 году снова представлял Сень в венгерском парламенте. Умер Павао Витезович в 1713 году в Вене.

## Творчество
Витезович писал свои труды на латыни и хорватском языке. Был патриотом Хорватии. Её истории посвящены многочисленные работы Витезовича (сочинение в прозе «Возрождённая Хорватия» в 1700 году в честь победы над Османской империю, посвящённая Адаму Зринскому; «Календарь или книга хорватская» 1695 года: «Захват Сигетвара» 1684—1685 лет, «Стемматография» 1702 года, «Босния в неволе» 1712 года, «Два века Хорватии в трауре» 1703 года, «Хроника или история веков»). Одновременно интересовался историями влиятельных семей Хорватии («История семьи Гусич» 1681 года).
Внёс значительный вклад в развитие хорватской письменности, предложил новую орфографию, в которой каждый звук соответствовал 1 букве. Также является автором рукописного латино-иллирийского словаря (при жизни автора он не был издан).
Витезович — один из авторов стихов многотомной энциклопедии «Слава герцогства Карниола».

## Работы
| На латыни: - «Apographum ex Joanne Lucio» (1681) - «Novus Skenderbeg» (1682) - «Nova Musa» (1683) - «Anagrammaton liber primus» (1687) - «Croatia rediviva» («Revived Croatia», 1700) - «Stemmatographia sive armorum Illyricorum delineatio, descriptio et restitutio» (1701) - «Stemmatographiae Illyricanae liber I. Editio nova auctior» (Zagrabiae, 1702) - «Plorantis Croatiae saecula duo» («Two Centuries of Croatia in Mourning», 1703) - «Bossna captiva» («Bosnia in Captivity», 1712) - Lexicon Latino-illyricum | На хорватском языке: - «Odiljenje sigetsko» (1684) - «Priričnik aliti razliko mudrosti cvitje» (1703) - «Kronika aliti spomen vsega svieta vikov» (1696) Неопубликованные (рукописи): - Banologia - Sive de banatu Croatiae - Serbia illustrata |